# Медведка (Новосибирская область)
Медведка — исчезнувшая деревня в Болотнинском районе Новосибирской области. На момент упразднения входила в состав Кунчурукского сельсовета. Исключена из учётных данных в 1971 году.

## География
Располагалась на правом берегу реки Большая Чёрная, в 4 км к северо-западу от деревни Большая Чёрная.

## История
Кордон Медведевский был основан в 1905 г. В 1926 году состоял из 1 хозяйства. В административном отношении входил в состав Чёрного сельсовета Болотнинского района Томского округа Сибирского края.
Решением Новосибирского облисполкома от 27.09.1971 г. № 650 деревня Медведка исключена из учётных данных как фактически не существующая.

## Население
По переписи 1926 г. на кордоне проживало 2 человека (1 мужчина и 1 женщина), основное население — русские.